# 児玉多恵子
児玉 多恵子（こだま たえこ、1973年5月7日 - ）は、日本のタレント。乙女塾2期生の出身。千葉県出身。元セント・フォース所属。
堀越高等学校、亜細亜大学国際関係学部卒業。2007年6月に結婚、現在米国サンフランシスコ在住。2011年11月、セント・フォースとの契約を解消。

## 出演

### テレビ

#### 連続ドラマ
- 『学校へ行こう!』
- 『ギフト』（1997年、第7話「ホテトル嬢にバラの花を届ける」）
- 『はぐれ刑事純情派』第14シリーズ　第9話「オマケの男を愛した女!犯人は有名人!?」（2001年、テレビ朝日 / 東映） - テレビレポーター 役
- 『百獣戦隊ガオレンジャー』　Quest19「猛牛、脱退!?」・Final Quest「百獣、吠える!!」（2001-2002年、テレビ朝日 / 東映） - 詩織 役
- 『マンハッタンラブストーリー』（2003年、TBS）

#### 単発ドラマ等
- 踊る大捜査線シリーズ - 吉川妙子 役
  - 『踊る大捜査線 歳末特別警戒スペシャル』（1997年12月30日）
  - 『踊る大捜査線 番外編 湾岸署婦警物語 初夏の交通安全スペシャル』（1998年6月19日）
  - 『踊る大捜査線 秋の犯罪撲滅スペシャル』（1998年10月6日）
- 火曜サスペンス劇場/女弁護士・高林鮎子23「秋田新幹線冬の迷彩」（1999年2月9日、NTV）- 設計事務所の元社員・平井美里 役

### 映画
- 踊る大捜査線シリーズ - 吉川妙子 役
  - 『踊る大捜査線 THE MOVIE 湾岸署史上最悪の3日間!』（東宝、1998年10月31日公開）
  - 『踊る大捜査線 THE MOVIE 2 レインボーブリッジを封鎖せよ!』（東宝、2003年7月19日公開）

### その他
- NHKBS 衛星アニメ劇場　おねえさん（ナビゲータ）（1996年度〜1998年度）
- 1stビデオ作品 2002/03/25 「eat」（EQ Entertainment）
- 囲碁・将棋チャンネル「将棋まるごと90分」